# Antonio Tosi
Antonio Tosi (Milano, 22 ottobre 1828 – Livorno, 4 dicembre 1906) è stato un patriota italiano.

## Biografia
Nel marzo del 1848 combatté durante le Cinque giornate di Milano distinguendosi durante l'assalto e nella difesa di Porta Tosa. Il Municipio di Milano gli conferì la medaglia con relativo diploma. In seguito, nello stesso anno, arruolatosi nell'esercito piemontese partecipò alla Campagna di Lombardia (o Prima Campagna Militare della Prima guerra d'indipendenza italiana), agli ordini del generale Durando.
Dopo l'Armistizio di Salasco combatté a Varese, Sesto Calende ed Induno, sotto il comando di Garibaldi. Il 26 agosto 1848, dopo il combattimento a Morazzone, trovandosi nell'impossibilità di resistere alle forze austriache, seguì Garibaldi che, con pochi altri seguaci, si ritirò in Svizzera a Lugano.
Nel 1849 si arruolò nell'esercito Sardo, al comando del generale Manfredo Fanti,
Il 23 marzo subì la sconfitta della Battaglia di Novara. Durante la ritirata a Chiavari, preso dalle idee mazziniane, disertò con altri commilitoni per unirsi all'esercito della Repubblica Romana. Insieme ad altri compagni si recò via mare a Civitavecchia, dove tuttavia l'armata francese impedì loro di recarsi a Roma. Non potendo tornare a Milano, in quanto proscritto, si rifugiò a Torino e da qui, nel 1851 si trasferì a Genova dove trovò lavoro presso l'officina meccanica dei fratelli Orlando. Con essi strinse amicizia e lavorò per contribuire alla spedizione di Sapri e di Rosolino Pilo e per la preparazione clandestina di 72.000 cartucce per la spedizione dei Mille, oltre a bombe, cannoni ed altre armi.Quando i fratelli Orlando si trasferirono a Livorno, li seguì e ne divenne il capo operaio.
Contribuì col suo lavoro alla costruzione della corazzata Lepanto (nave da battaglia) della Regia Marina, varata il 17 marzo 1883. In quella occasione si presentò, insieme ad altri due operai ed a sorpresa di tutti, nella Sala Maggiore della Prefettura di Livorno, a Sua Maestà il Re, al quale espresse la devozione degli operai del cantiere alla famiglia reale, la soddisfazione e l'orgoglio per il lavoro dell'industria privata italiana, e auspicando la continuità del lavoro stesso concluse con "Viva l'Italia!" e "Viva la famiglia Reale!".
Nel 1893, durante l'epidemia di colera che si sviluppò a Livorno, fece parte delle squadre di assistenza ai colerosi. Il 9 aprile 1986 il Comune di Livorno gli conferì una medaglia a riconoscimento della sua opera efficace e benefica.
Nel luglio 1894 entrò a far parte della "Società di Mutuo Soccorso fra i Garibaldini" di Livorno.
Alla morte dell'ingegner Luigi Orlando, nel 1896, avendo raggiunto la veneranda età di 68 anni, fu esonerato dal lavoro col beneficio di mantenere la paga per il resto della sua vita, concessione accordatagli dallo stesso Luigi Orlando nel suo testamento.
Il 29 gennaio 1898 ebbe l'onore ed il privilegio, in qualità di decano degli operai e di presidente onorario del comitato costituito fra il personale del cantiere Orlando per la costruzione della statua di Lugi Orlando, di deporre la prima mestolata di calcina sulla prima pietra del monumento, nella quale pietra era stata introdotta una pergamena ad imperituro ricordo della motivazione dell'erezione del medesimo.
Il 5 gennaio 1899 S.M. Umberto I Re d'Italia gli concesse la "Medaglia ai benemeriti veterani degli anni 1848-1849 per la Guardia d'Onore alla Tomba del Re Vittorio Emanuele II"
Il 6 marzo 1902 fu nominato Cavaliere del Lavoro. Insieme ad altri cinque fu il primo della storia dopo l'istituzione dell'Ordine al Merito del Lavoro il 9 maggio 1901.

## Opere
- Antonio Tosi. Gli Orlando e il cantiere. P.Ortalli, Livorno, 1904